# Spindasis vixinga
Spindasis vixinga är en fjärilsart som beskrevs av William Chapman Hewitson 1875. Spindasis vixinga ingår i släktet Spindasis och familjen juvelvingar. Inga underarter finns listade i Catalogue of Life.